# Cața (gmina)
Cața – gmina w Rumunii, w okręgu Braszów. Obejmuje miejscowości Beia, Cața, Drăușeni, Ionești i Paloș. W 2011 roku liczyła 2463 mieszkańców. 